# 拉库尔讷沃
拉库尔讷沃（法語：La Courneuve，法語：[la kuʁnœv] ⓘ），法国中北部城市，法兰西岛大区塞纳-圣但尼省的一个市镇，隶属于圣但尼区，其市镇面积为7.52平方公里，2022年1月1日时人口数量为47,086人，在法国城市中排名第164位。
拉库尔讷沃位于塞纳-圣但尼省西部，是巴黎北郊的一个重要卫星居民区，因其境内的四千城居民区而闻名。拉库尔讷沃距离巴黎市区大约4公里，通过巴黎地铁7号线以及法兰西岛大区快铁B线与之相连。

## 地名来源

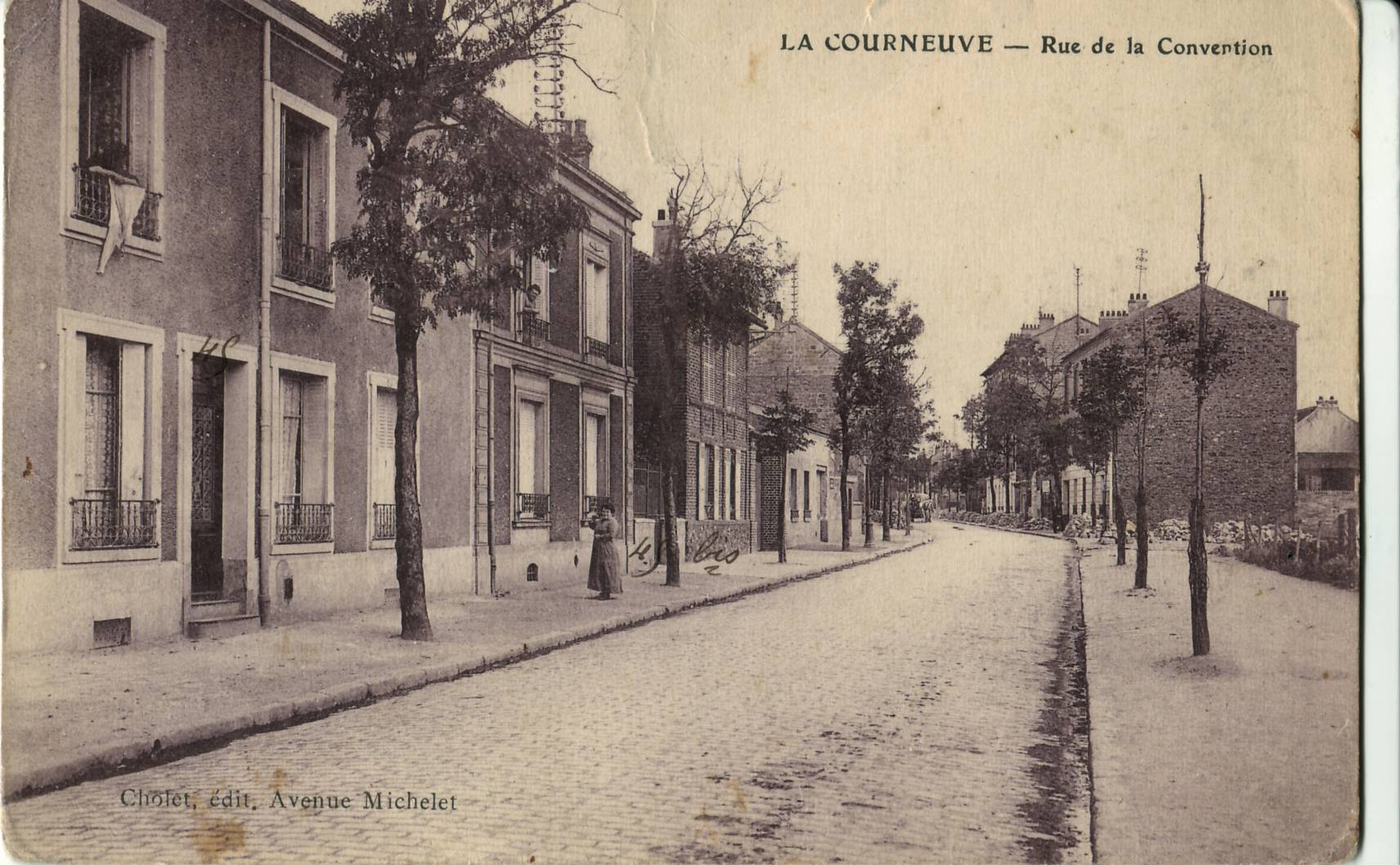
20世纪初的拉库尔讷沃地图

“拉库尔讷沃”一名来源于拉丁语“cvria nova”，意为“新的农庄”，最初于公元13世纪被记载。
在一些汉语文献中，拉库尔讷沃又被译为“拉库尔讷夫”。

## 历史
拉库尔讷沃历史上长期为一处普通村落，属于法兰西地区。中世纪中期，一条连接巴黎和佛兰德之间的道路由此通过。法国大革命后，拉库尔讷沃成为塞纳省的一个市镇。直至19世纪中期，拉库尔讷沃仅为一个只有五百人口的农业市镇。工业革命期间，拉库尔讷沃境内出现了一些工业部门。20世纪初，随着巴黎的城市扩张，拉库尔讷沃境内逐步完成城市化建设。二战后，为了接纳大批海外殖民地移民，法国政府在拉库尔讷沃境内修建了“四千城”（cité 4000）居民区。1968年，拉库尔讷沃被划入新成立的塞纳-圣但尼省。1987年，巴黎地铁7号线向北延伸至拉库尔讷沃境内。1992年，横穿拉库尔讷沃的法兰西岛有轨电车1号线建成运行，成为巴黎地区的首条现代化有轨电车线路。

## 地理

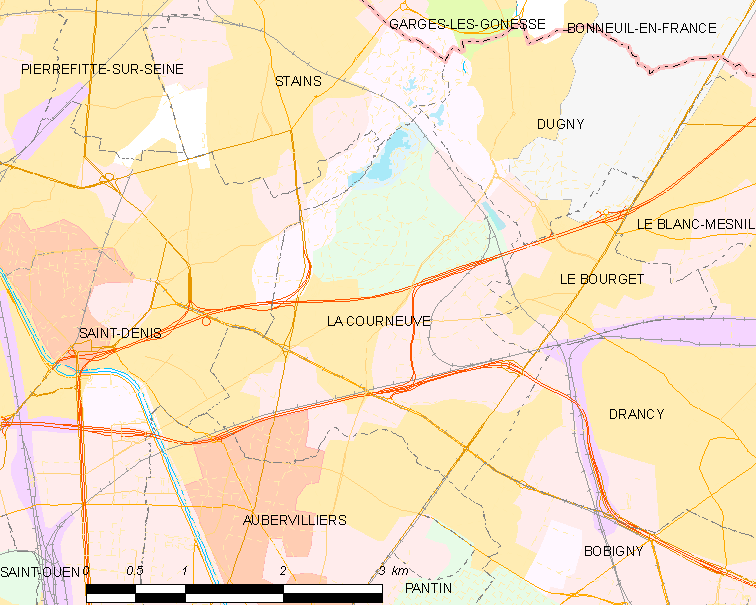
拉库尔讷沃市镇范围地图

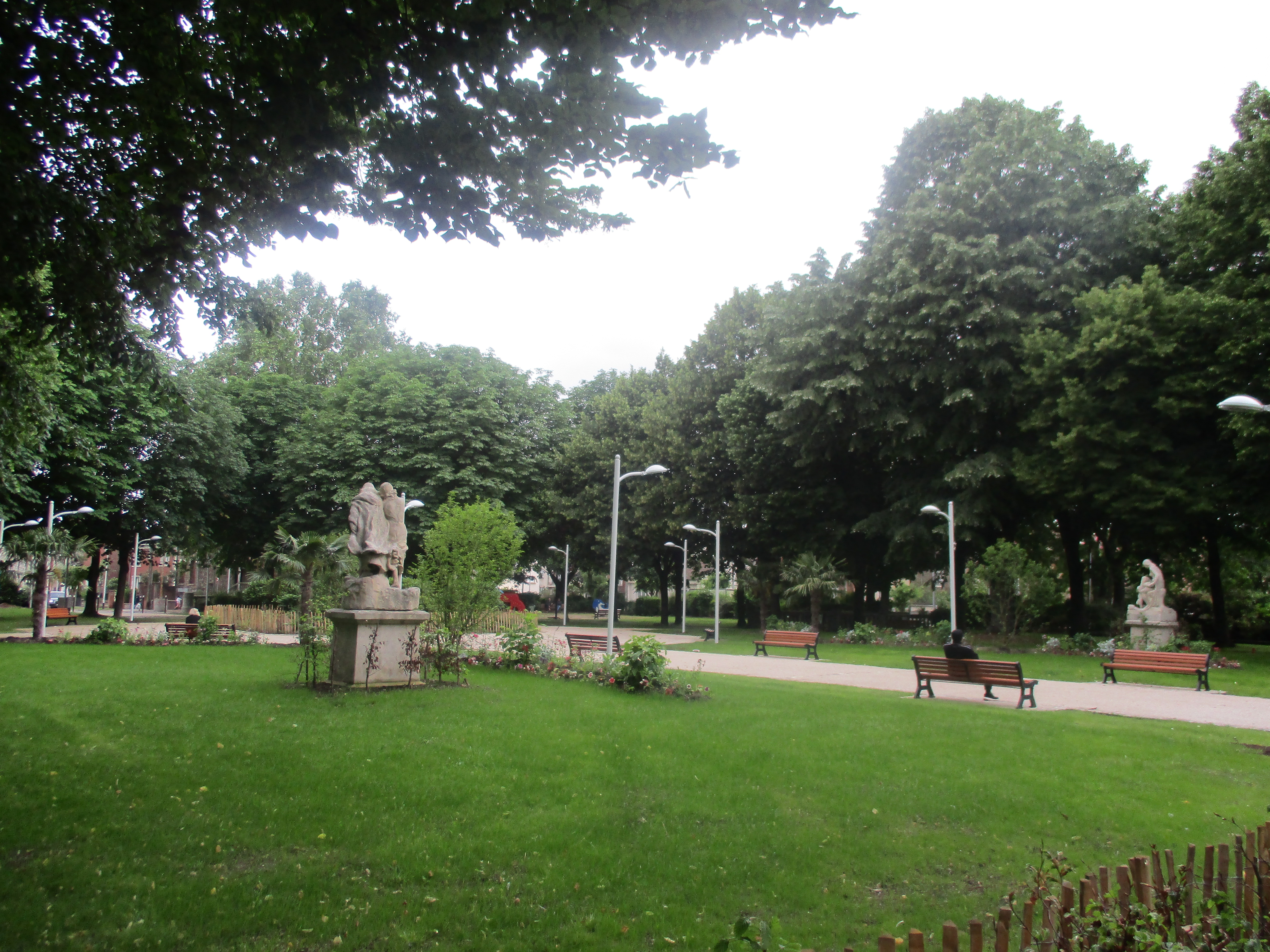
让·穆兰广场

拉库尔讷沃位于法国中北部，法兰西岛大区中北部和塞纳-圣但尼省西部，距离省会博比尼大约4.6公里。与拉库尔讷沃接壤的市镇包括：庞坦、博比尼、德朗西、勒布爾熱、迪尼、斯坦、欧贝维利耶、圣但尼。

### 地形
拉库尔讷沃位于巴黎盆地腹地，境内以平原为主，市镇中心地势较为平坦，北部略有起伏，全境海拔在29到60米之间。

### 水文
拉库尔讷沃属于塞纳河流域，其市镇范围内无大型天然水域。

### 植被
拉库尔讷沃属于温带阔叶混交林区，位于市区北部的乔治·瓦尔邦公园横跨五个市镇，是法兰西岛大区面积第三大的城市绿地公园，市中心的让·穆兰公园（Parc Jean Moulin）亦是当地的一处绿地公园。
在鲜花城市的评比中，拉库尔讷沃被评为3星级鲜花城市。

### 气候
拉库尔讷沃在柯本气候分类法中属于温带海洋性气候。

## 行政区划

拉库尔讷沃街区地图

拉库尔讷沃是法国法兰西岛大区塞纳-圣但尼省的一个市镇，编号为93027。拉库尔讷沃隶属于圣但尼区和塞纳-圣但尼省第四选区，管理拉库尔讷沃县，同时也是大巴黎都会区以及平原市镇公共土地管理局的组成部分。
拉库尔讷沃市镇被划为六个街区，并实行街区自治制度。
法国国家统计与经济研究所（简称）在进行数据统计时，将拉库尔讷沃设为巴黎城市区的一部分。自2020年起，巴黎城市区被包含1,949个市镇的巴黎城市辐射区代替。此外，还将拉库尔讷沃市镇分为了14个“块区”（IRIS），以便于统计人口分布情况。

## 交通

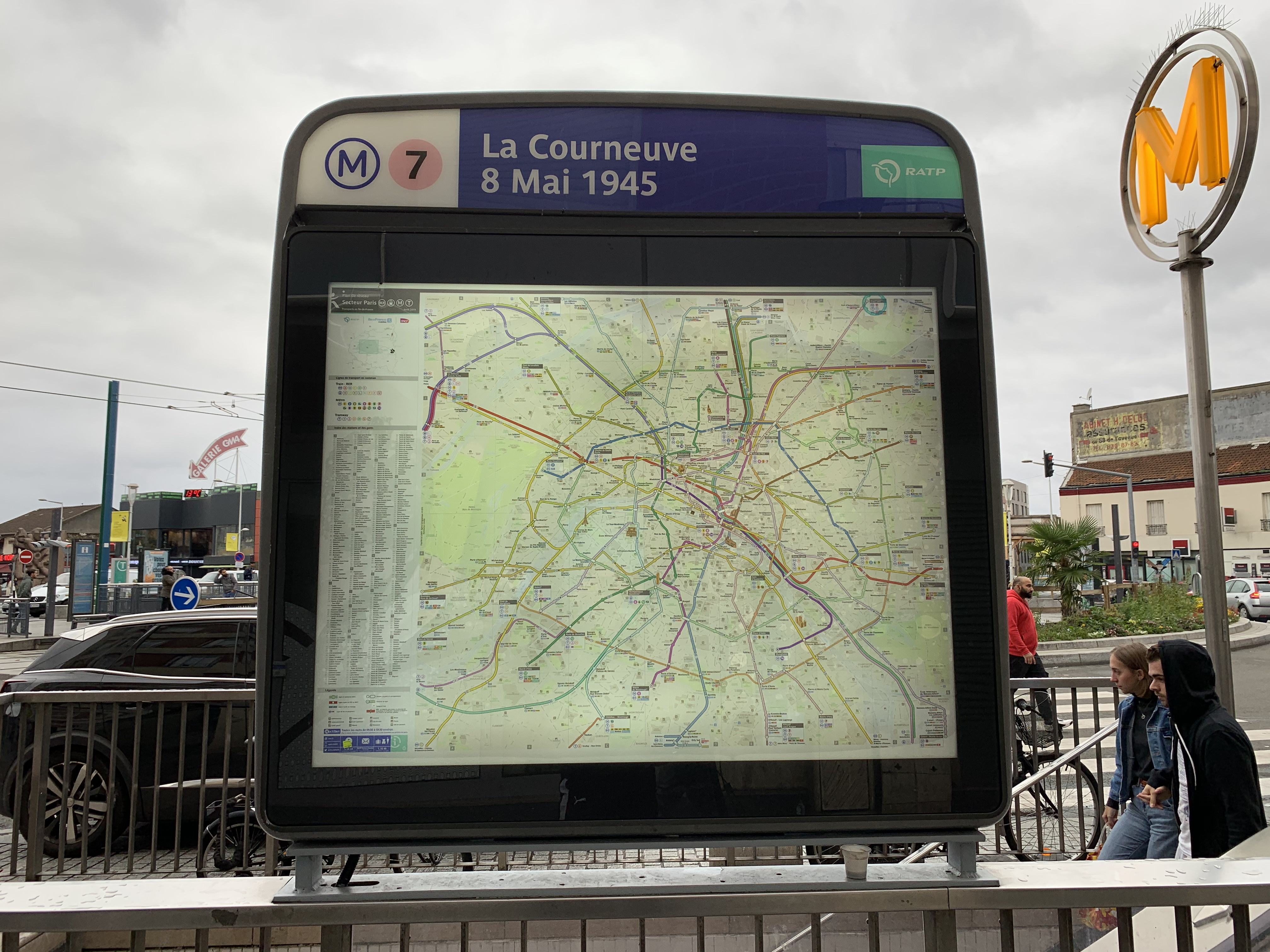
地铁1945年5月8日站

### 公路
A1、A86和多条塞纳-圣但尼省省道经过拉库尔讷沃境内，当地的绝大部分道路已完成城市化改造，配套有照明、排水、人行道等设施。
2017年，48.8%的拉库尔讷沃家庭拥有至少一辆私人汽车。2019年，拉库尔讷沃境内共发生各类交通事故173起，造成4人遇难，209人受伤。

### 铁路
拉库尔讷沃-欧贝维利耶站位于巴黎－伊尔松铁路上。拉库尔讷沃-欧贝维利耶站位于市区西北部，停靠法兰西岛大区快铁B线。

### 对外交通
距离拉库尔讷沃最近的长途汽车站、长途铁路客运车站和民用航空站分别为巴尼奥莱门长途汽车站、巴黎北站和巴黎戴高乐机场，距离拉库尔讷沃市政厅的公路里程分别约10公里、7.4公里和15.3公里。

### 城市公共交通
| 途经拉库尔讷沃境内的主要公共交通线路 |              | |
| 类型                                 | 运营商       | 线路 |
| 快铁                                 |              | ：圣雷米莱舍夫勒斯站/罗班松站 ↔ 沙特莱-大堂站 ↔ 巴黎北站 ↔ 拉库尔讷沃-欧贝维利耶站 ↔ 米特里-克莱站/戴高乐机场2号航站楼站 |
| 地铁                                 | RATP         | ：伊夫里市政厅站/维勒瑞夫-路易·阿拉贡站 ↔ 意大利广场站 ↔ 沙特莱站 ↔ 巴黎东站 ↔ 1945年5月8日站 |
| 有轨电车                             | RATP         | ：阿涅尔-四道口 ↔ 圣但尼站 ↔ 六道口 ↔ 市政厅 ↔ 1945年5月8日站 ↔ 博比尼-巴勃罗·毕加索站 ↔ 努瓦西勒塞克站 ：塞纳河畔埃皮奈站 ↔ 皮埃尔菲特-斯坦站 ↔ 迪尼-拉库尔讷沃站 ↔ 勒布尔歇站 |
| 公共汽车                             | RATP         | 143：快铁拉库尔讷沃-欧贝维利耶站 ↔ 六道口 ↔ 快铁罗尼苏布瓦站 150：巴黎-拉维莱特门 ↔ 快铁拉库尔讷沃-欧贝维利耶站 ↔ 六道口 ↔ 皮埃尔菲特-斯坦站 152：巴黎-拉维莱特门 ↔ 地铁欧贝维利耶城塞站 ↔ 地铁1945年5月8日站 ↔ 戈内斯-北郁金香工业园 173：地铁1945年5月8日站 ↔ 地铁欧贝维利耶城塞站 ↔ 圣旺市政厅 ↔ 克利希门 249：莱利拉门 ↔ 快铁拉库尔讷沃-欧贝维利耶站 ↔ 市政厅 ↔ 迪尼-拉库尔讷沃站 ↔ 迪尼-瓦莱里·安德烈广场 250：地铁欧贝维利耶城塞站 ↔ 快铁拉库尔讷沃-欧贝维利耶站 ↔ 六道口 ↔ 戈内斯-锡皮埃尔枫丹工业区 252：巴黎-拉沙佩勒门 ↔ 弗洛雷阿勒城 ↔ 快铁加日-萨塞勒站 253：快铁拉库尔讷沃-欧贝维利耶站 ↔ 圣但尼-巴黎门 ↔ 斯坦-新磨坊 302：巴黎-火车北站 ↔ 六道口 |
| 公共汽车                             | transdev TRA | 607：地铁1945年5月8日站 ↔ 快铁维勒潘特站 609：地铁欧贝维利耶城塞站 ↔ 地铁1945年5月8日站 ↔ 快铁维勒潘特站 610：快铁塞夫朗-博多特站 ↔ 迪尼-拉库尔讷沃站 611：地铁1945年5月8日站（区域环线） |
| 公共汽车                             | (N)          | N42：巴黎-火车东站 ↔ 地铁1945年5月8日站 ↔ 欧贝维利耶-Garonor N43：巴黎-火车东站 ↔ 快铁拉库尔讷沃-欧贝维利耶站 ↔ 萨塞勒-圣布里斯站 |
| 1.                                   |              | |

## 政治

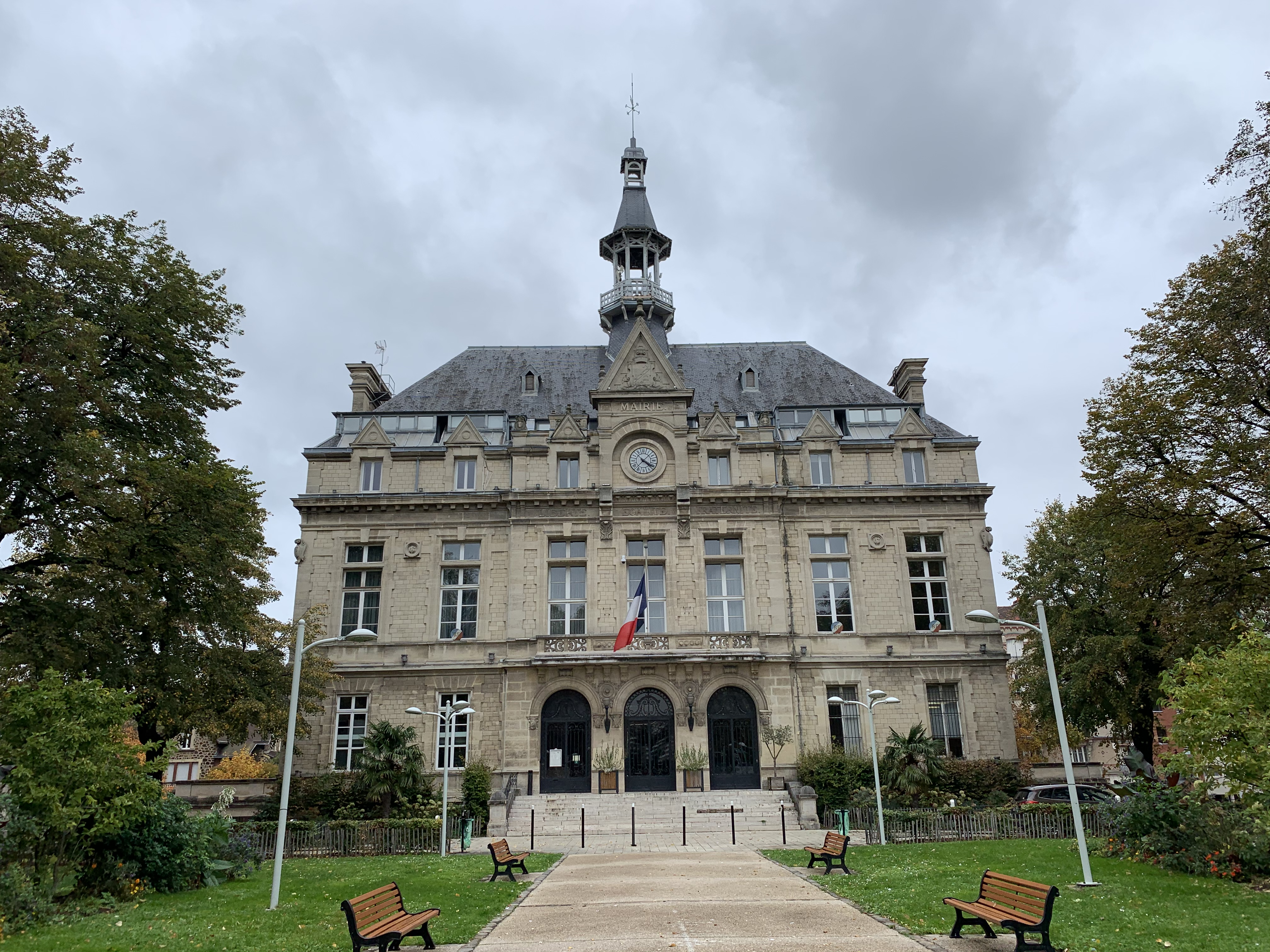
拉库尔讷沃市政厅

拉库尔讷沃的现任市长为吉勒·普先生，他是法国共产党的一名成员，在2020年的市政选举中获得了64.42%的支持率。
在2017年的法国总统大选中，法国第25任总统埃马纽埃尔·马克龙在拉库尔讷沃获得了82.4%的支持率。

## 人口
2018年，拉库尔讷沃市镇人口数量为43,946，在法国排名第164位。其中男性22,012人，女性21,042人，75岁及以上人口占3.7%，外籍人口数量为12,186人，人口密度为5,844人/平方公里，当地居民被称为（男性）或（女性）。2019年，拉库尔讷沃境内出生778人，死亡人口184人。
| 年份   | 1936   | 1946   | 1954   | 1962   | 1968   | 1975   | 1982   | 1990   | 1999   | 2006   | 2011   | 2016   | 2018   |
| ------ | ------ | ------ | ------ | ------ | ------ | ------ | ------ | ------ | ------ | ------ | ------ | ------ | ------ |
| 人口數 | 17,390 | 16,609 | 18,349 | 25,792 | 43,318 | 37,958 | 33,537 | 34,139 | 35,310 | 37,034 | 38,789 | 42,485 | 43,946 |

## 经济

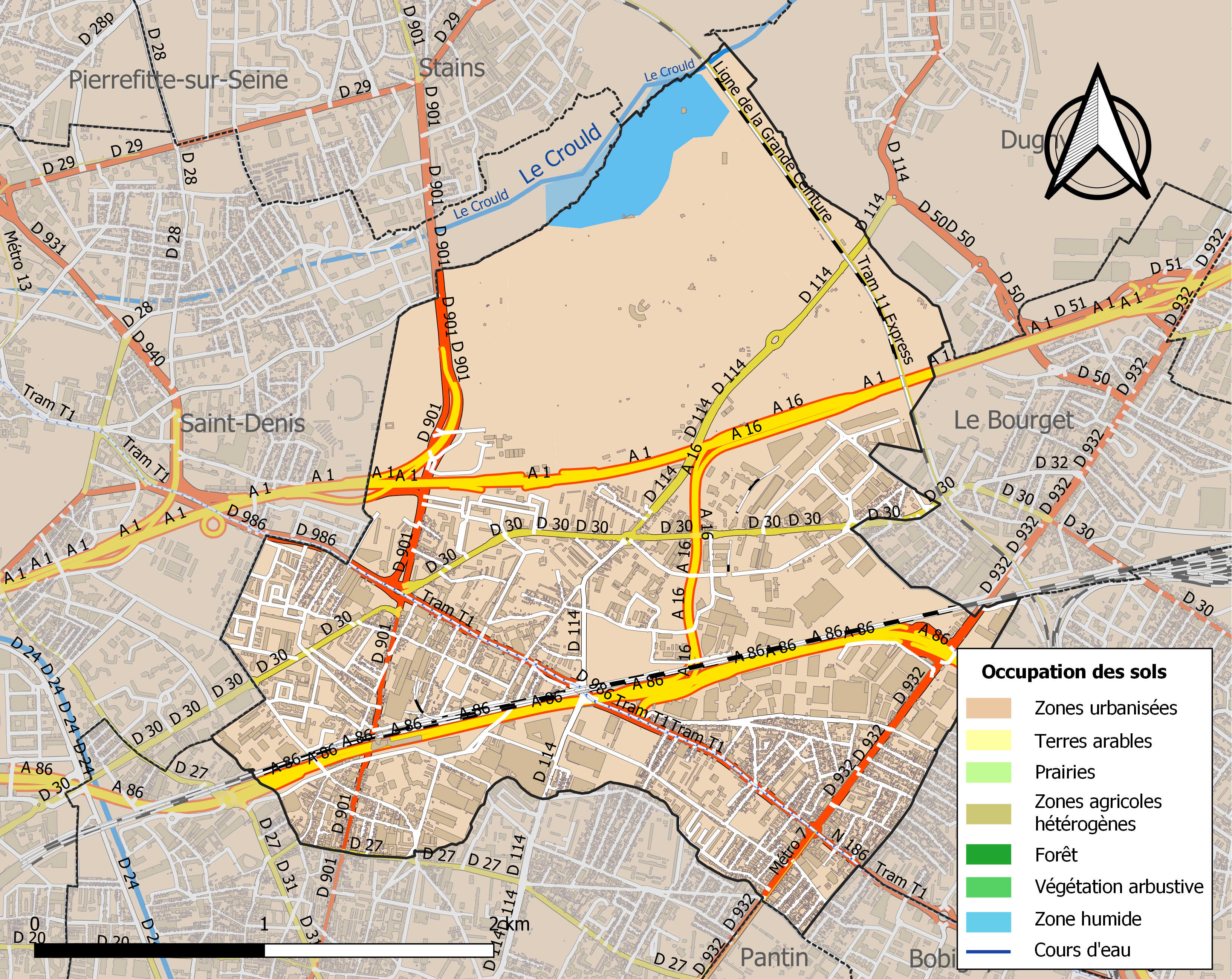
拉库尔讷沃土地利用情况地图

截至2021年6月，拉库尔讷沃共有各类用人单位6,818家，平均历史为9年，其中98.98%为中小型企业（PME）。（垃圾处理）、（财会）及（大型零售）是当地2019年营业额最高的三个企业，分别为117,037,600欧元、53,123,654欧元和44,143,228欧元。

## 财政收入
2019年，拉库尔讷沃的财政收入总额为86,453,100欧元，财政支出总额为79,117,500欧元，当年的债务总额为74,531,000欧元。2020年，拉库尔讷沃共获得16,446,456欧元的国家财政补助，比上一年增加了0.04%。
2017年，拉库尔讷沃的人均月收入总额为1,700欧元，其中高级职员为2,931欧元，低于法国平均水平（4,214欧元）；中级职员为2,078欧元，低于法国平均水平（2,353欧元）；普通职员为1,530欧元，亦低于法国平均水平（1,690欧元）。
2017年，拉库尔讷沃境内的青壮年（15至64岁）失业率为26%，当地27%的家庭拥有纳税资格，平均纳税1,791欧元，低于法国平均水平（3,888欧元）。

## 社会事务

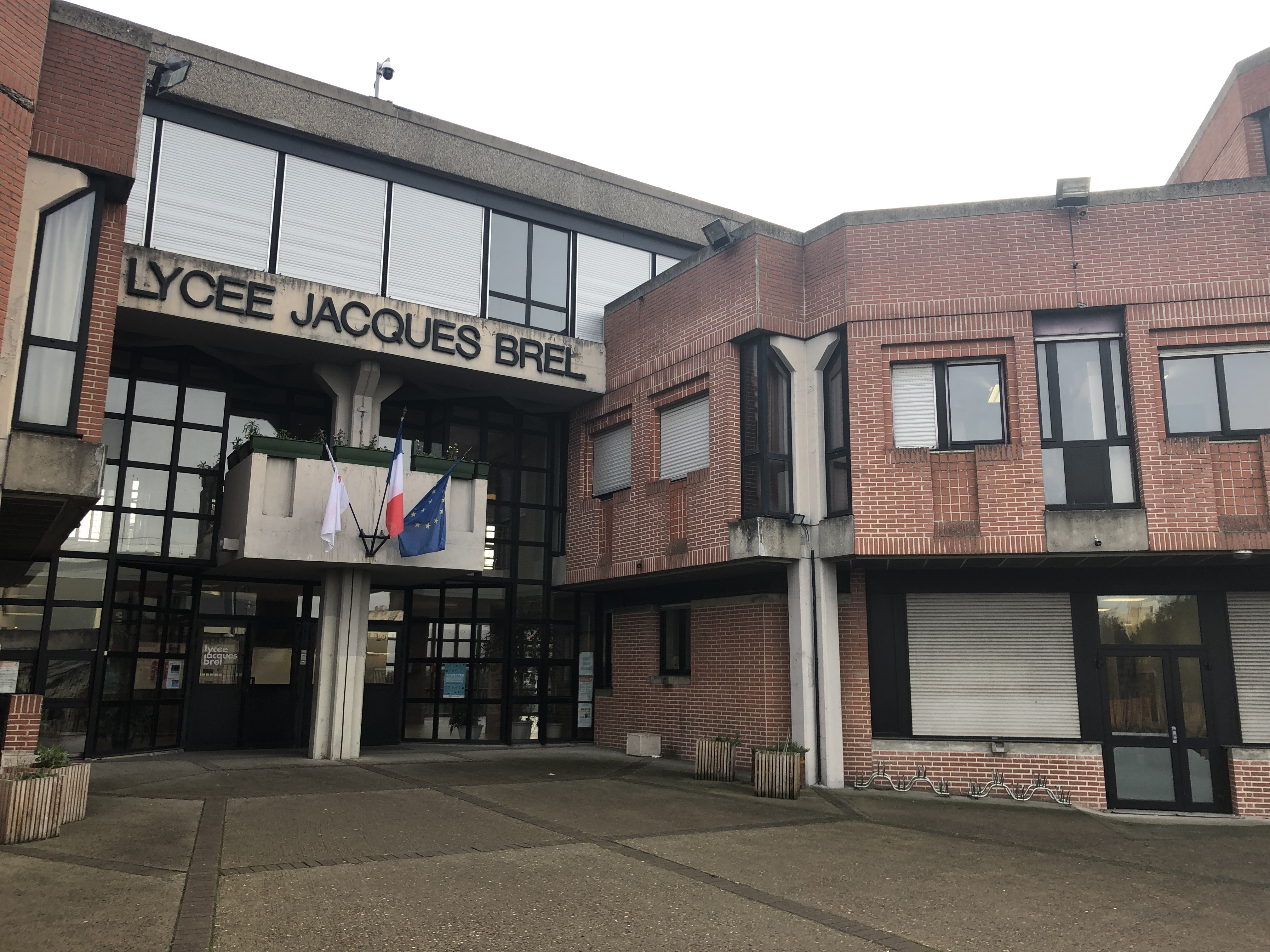
雅克·布雷尔高级中学

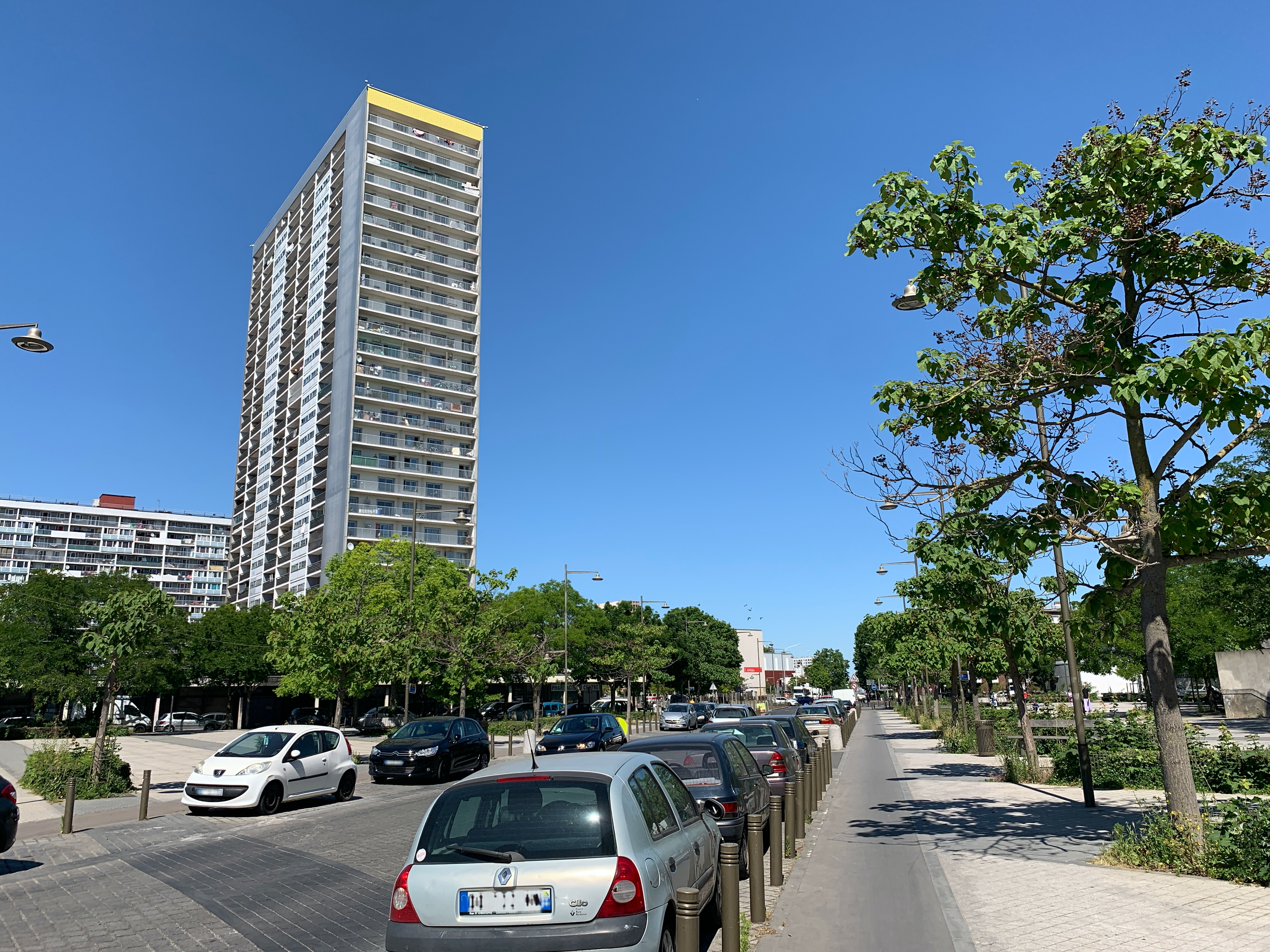
四千城街区一角

### 教育
拉库尔讷沃属于克雷泰伊学区。截止2019年1月1日，拉库尔讷沃境内共有11所幼儿园、14所小学、3所初级中学、1所普通高中和2所职业高中。2018至2019学年度，拉库尔讷沃境内共有在校中等教育阶段学生2,836名。

### 医疗
截止2019年1月1日，拉库尔讷沃境内共有全科医生18名、保健师15名、牙医10名、护士33名、眼科医生1名和助产士3名。境内共有药房14家、养老院1家。
距离拉库尔讷沃最近的大型公立医院为“阿维塞讷医院”（Hôpital Avicenne），位于博比尼，距离拉库尔讷沃的正常车程在10分钟以内，该院是巴黎公共医疗集团的成员，设有床位543个，是当地规模最大的公立综合性医院。

### 住房
2017年，拉库尔讷沃境内共有各类住房15,929套，其中14.2%为独立式居民区，84%为集中式居民区。常住房屋占拉库尔讷沃市镇范围内居民建筑总量的95.1%。
在住房保障政策方面，2017年，拉库尔讷沃境内共有6,435户家庭获得了住房经济补助，受益人数占总人口数量的14.9%，其中5,959份为房租补助。

### 商业
2019年，拉库尔讷沃境内共有各类实体商铺1,285家，其中餐厅216家、大型超市10家、杂货店66家、面包房36家、肉铺28家、书店4家、装饰品店2家、银行门店5家、美容美发店41家、汽车维修店64家。市中心建有G20、Franprix等便民超市。

### 体育
2019年，拉库尔讷沃境内共有2家游泳池、5间体育馆、1座综合体育场、17处网球场、1处马术场、3处足球或橄榄球场以及3处篮球或排球场。
拉库尔讷沃体育联盟（La Courneuve A.S.）是当地唯一的注册足球队，2021至2022赛季参加法兰西岛大区足球联赛。
拉库尔讷沃闪电是当地的一支职业美式足球俱乐部，曾获得过三次欧洲美式足球冠军联赛的亚军。

### 环境
拉库尔讷沃的环境事务由其所属的公共社区负责。2019年，拉库尔讷沃境内共有4家污染企业。

### 治安
2014年，拉库尔讷沃及附近地区共发生各类案件5,795起，其中盗窃类案件3,323起，经济类案件314起，毒品交易类案件365起。

## 文化

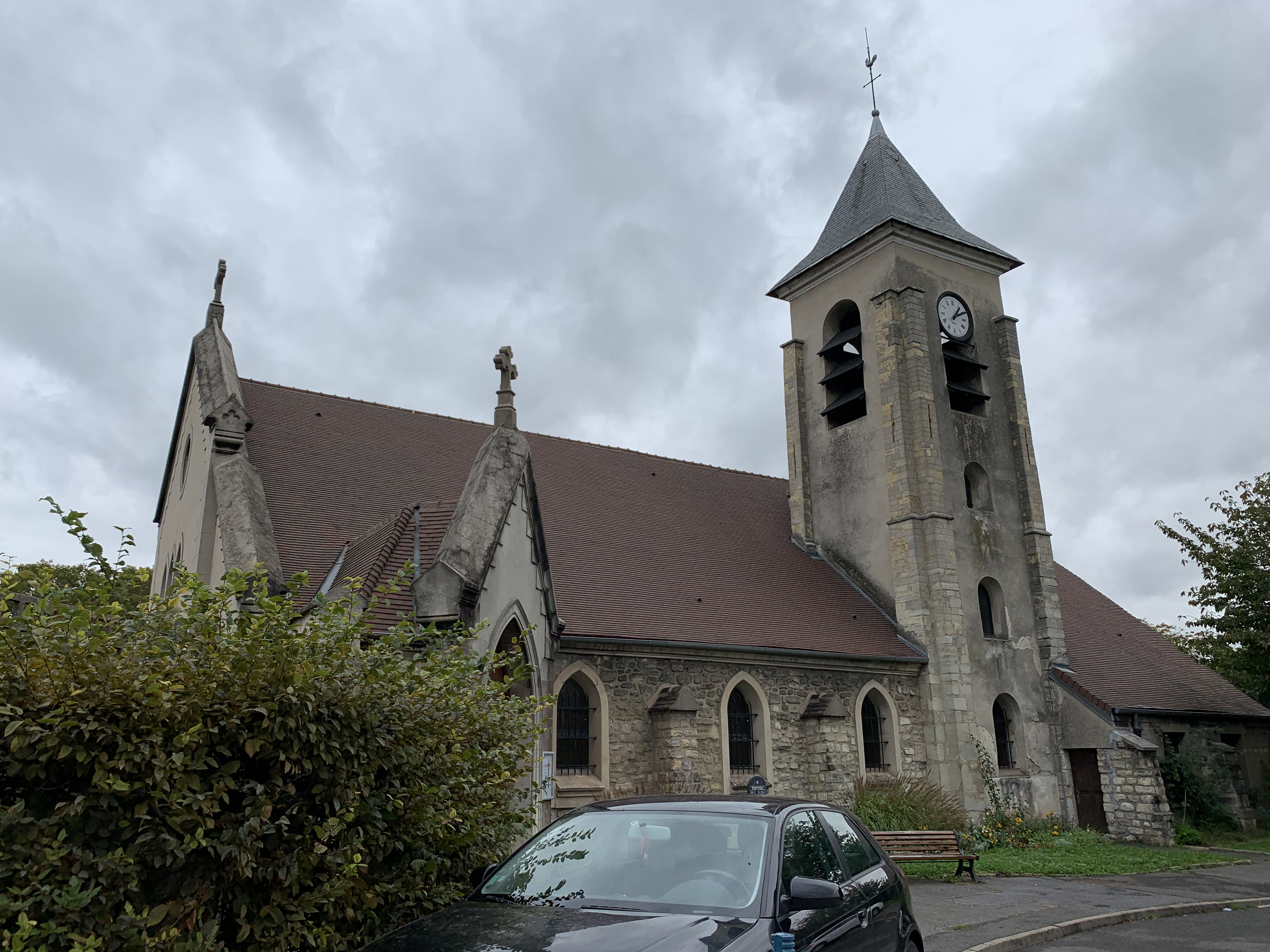
拉库尔讷沃圣吕西安教堂

2019年，拉库尔讷沃境内共有1家剧场和1家电影院。拉库尔讷沃市政府提供多媒体中心，向公众全年开放。

### 建筑
拉库尔讷沃境内的大部分建筑建于20世纪以后，始建于中世纪的圣吕西安教堂是当地少有的历史建筑。

### 旅游
拉库尔讷沃的旅游事务由其所属的公共社区负责。2020年，拉库尔讷沃境内共有3家酒店共计198间房间。

### 媒体
法国主要的媒体均可在拉库尔讷沃接收，法国电视三台下属的法兰西岛大区频道在部分时段播出拉库尔讷沃所属区域的地方新闻。

## 相关人物
法国足球运动员萨伊德·巴卡里出生于拉库尔讷沃。

## 友好城市
截至2021年6月，拉库尔讷沃共与四座城市互为友好城市关系：
- 義大利 维图拉齐奥
- 斯洛維尼亞 普雷绍夫
- 布吉納法索 Yako
- 尼加拉瓜 奥科塔尔